# رقابت استاکلبرگ
رقابت استاکلبرگ یا مدل استاکلبرگ، یک بازی راهبردی در علم اقتصاد و یک رقابت ترتیبی و ناقص است. ناقص بودن رقابت یا بازار در اصطلاح اقتصادی اشاره به بازاری دارد که در آن عناصر و عوامل انحصاری کم و بیش حضور دارند. به بیان دیگر تولیدکنندگان و مصرف‌کنندگان تا حدودی می‌توانند بر قیمت‌ها در بازار اثر بگذارند. به این ترتیب رقابت‌کنندگان این بازی عناصر انحصاری دوگانه در بازار هستند و رقابت در محدودهٔ بازار تعریف می‌شود. این بازی دو بازیکن دارد که هر یک دارای امتیازهای اختصاصی‌اند. به این معنا که رقابت بر سر دستیابی به یک هدف مشترک نیست و بازیکنان بر سر بهبود وضعیت شخصی و افزایش سود خود با یکدیگر به رقابت می‌پردازند.

## تاریخچه
مدل استاکلبرگ به نام هنریک استاکلبرگ نامیده شده‌است. وی در سال ۱۹۳۴ مقالهٔ ساختار و تعادل تجاری (ساختار و توازن بازار) را در راستای شرح این مدل منتشر کرد. این مدل بر مبنایی متمایز از مدل‌های قبل از خود برای بازارهای منحصر به دو فروشنده، مانند دو مدل کورنو و برتراند به وجود آمده و انتشار این مقاله، نقطهٔ جهشی در ساختار بازار به ویژه در زمینهٔ تجزیه و تحلیل بازارهای انحصاری دوگانه به حساب می‌آید. بازار انحصاری دوگانه موقعیتی از بازار است که دو ارائه‌دهنده بر سر تولید یک کالا مشترک یا خدمات مشترک در رقابت هستند.

## شرح بازی

### بازیکنان
بازیکنان این بازی دو ارائه‌کننده در بازار هستند که کالا یا خدمات مشترکی را ارائه می‌دهند و در جامعه‌ای یکسان با تقاضای یکسان و ارزش یکسان از آن تولیدی قرار دارند؛ بنابراین با توجه به این که هر دو در شرایط یکسان به سر می‌برند، رقابت بر سر افزایش میزان تولیدی و سود شخصی هر ارائه‌دهنده برای خود می‌باشد. در اصطلاحات نظریهٔ بازی‌ها، بازیکنان این بازی را رهبر و دنباله‌رو می‌نامند که به ترتیب بازی می‌کنند. رهبر، تولیدکنندهٔ شناخته شده‌تر یا ارائه‌دهندهٔ کالا بهتری است که در جایگاه بالاتری نسبت به دنباله‌رو قرار دارد و به همین دلیل نوبت تصمیم‌گیری در ابتدا به او تعلق می‌گیرد و گاهی وی را رهبر بازار نیز می‌نامند. دنباله‌رو پس از مشاهده و بررسی تصمیم رهبر بازار، تصمیم خود را در رابطه با میزان تولیدی مشخص می‌کند. هر بازیکن که شانس برتری و رهبر شدن را داشته باشد، احتمال حضور وی در یک رقابت نیز وجود دارد.
در بازی فرض بر این است که رهبر همیشه متعهد است. برای مثال قدم اول تعهد، پایبندی وی بر تصمیم اولیه‌اش را پس از اعلام تصمیم تضمین می‌کند. به بیان دیگر رهبر بعد از اعلام تصمیم اولیه‌اش اجازه ندارد بازگردد و تصمیم خود را تغییر دهد و باید به حرکت خود پایبند باشد.

## بررسی و تحلیل روند انجام بازی برای یافتن تعادل نش
برای پیدا کردن تعادل نش زیربازی کامل در این بازی، از روش تحلیل عقبگرد استفاده می‌شود. تعادل کامل زیربازی، استراتژی پروفایلی است که با توجه به استراتژی دیگر بازیکنان، منجر به بهترین نتیجه برای هر بازیکن خواهد شد. البته وجود آن مستلزم آن است که هر بازیکن در هر زیربازی در یک تعادل نش شرکت داشته باشد.
در روش تحلیل عقبگرد، جهت حرکت در بازی مانند اجرای یک فیلم از انتها به ابتدای آن است. به‌طور خلاصه فرایند این نوع تحلیل به این صورت است که رهبر در ابتدا در نظر می‌گیرد که بهترین پاسخ فرد دنباله‌رو چه خواهد بود و تصمیم وی را مورد بررسی قرار می‌دهد. به عبارت دیگر رهبر بررسی می‌کند که به ازای هر حرکت و مقدار تولیدی خود، بهترین عملکرد متقابل دنباله‌رو چگونه خواهد بود. سپس رهبر با توجه به بهترین پاسخ‌های دنباله‌رو، استراتژی‌ای را انتخاب می‌کند که سود و تولیدی خود را بیشینه کند. دنباله‌رو نیز این طرز تفکر و تصمیم رهبر را دیده و بهترین استراتژی را برای خود پیش می‌گیرد.

### تحلیل بازی به روش عقبگرد
به‌طور کلی، فرض کنید : {\displaystyle P(q_{1}+q_{2})} تابع قیمت در بازار باشد که تابع مجموع میزان تولیدی رقابت‌کنندگان است. در این عبارت اندیس ۱ نمایانگر بازیکن اول یعنی رهبر بازار و اندیس ۲ نمایانگر بازیکن دوم یعنی دنباله‌رو می‌باشد. همچنین فرض کنید هزینهٔ تولید برای شرکت‌کننده {\displaystyle i} معادل {\displaystyle C_{i}(q_{i})} است.
با توجه به این که مسیر حرکت تحلیل از انتها به ابتداست، اولین مرحله محاسبه مقادیر بهترین عملکرد دنباله‌رو در مقابل عملکردهای مختلف رهبر است.
سود بازیکن دوم یا همان دنباله‌رو برابر با درآمد حاصل منهای هزینهٔ تولید می‌باشد. درآمد وی را می‌توان با ضرب میزان تولیدی او در قیمت کالای عرضه شده در بازار به دست آورد؛ بنابراین تابع سود بازیکن دوم را می‌توان به صورت زیر نوشت:
{\displaystyle \Pi _{2}=P(q_{1}+q_{2}).q_{2}-C_{2}(q_{2})}
حال رهبر با توجه به این تابع باید بهترین پاسخ دنباله‌رو را محاسبه کند تا استراتژی مورد نظرش را انتخاب کند. در واقع فرض بر این است که رهبر می‌داند که دنباله‌رو تصمیم وی را تحت نظر دارد و دنباله‌رو به‌طور هوشمندانه بهترین عملکرد خود را در قبال عملکرد رهبر انجام خواهد داد تا بیشترین سود را به دست آورد. بر این اساس باید با در نظر گرفتن {\displaystyle q_{1}} در نقش یک عدد ثابت و تعیین شده، مقداری برای {\displaystyle q_{2}} تعیین کرد که تابع سود دنباله‌رو را بیشینه کند. به بیان دیگر در این گام هدف به دست آوردن تابعی برای سود دنباله‌رو بر حسب استراتژی‌های مختلف رهبر است. به این منظور می‌توان از تابع سود دنباله‌رو یعنی {\displaystyle \Pi _{2}} نسبت به میزان تولیدی وی یعنی {\displaystyle q_{2}} مشتق گرفت:
{\displaystyle {\frac {\partial \Pi _{2}}{\partial q_{2}}}={\frac {\partial P(q_{1}+q_{2})}{\partial q_{2}}}.q_{2}+P(q_{1}+q_{2})-{\frac {\partial C_{2}(q_{2})}{\partial q_{2}}}}
نقطهٔ بیشینهٔ محلی در تابع سود به ازای مقدار معین از {\displaystyle q_{1}}، معادل بهترین پاسخ به ازای یک استراتژی مشخص از نفر مقابل است. در نتیجه با برابر قرار دادن تابع فوق با صفر می‌توان نقطهٔ بیشینهٔ محلی و در نتیجه بهترین پاسخ دنباله‌رو را محاسبه نمود.
در گام بعدی رهبر، با توجه به توابع به دست آمده و استدلال خود برای پیش‌بینی حرکت دنباله‌رو، بهترین استراتژی و عملکرد خود را مشخص می‌کند. سود رهبر برابر است با {\displaystyle \Pi _{1}=P(q_{1}+q_{2}(q_{1})).q_{1}-C_{1}(q_{1}))}، به طوری که {\displaystyle q_{1}(q_{2})} نشان دهندهٔ حاصل مشتق برای بیشینه کردن تساوی بالا یا همان سود دنباله‌رو با توجه به میزان تولیدی رهبر است. این بار با توجه به این که پاسخ دنباله‌رو پیش‌بینی شده‌است، با در نظر گرفتن {\displaystyle q_{1}(q_{2})} در نقش یک عدد ثابت و معین، مقدار بیشینه سود رهبر را می‌توان به کمک مشتق‌گیری از تابع سود رهبر نسبت به میزان تولیدی وی به دست آورد:
{\displaystyle {\frac {\partial \Pi _{1}}{\partial q_{1}}}={\frac {\partial P(q_{1}+q_{2})}{\partial q_{2}}}.{\frac {\partial q_{2}(q_{1})}{\partial q_{1}}}.q_{1}+{\frac {\partial P(q_{1}+q_{2})}{\partial q_{1}}}.q_{1}+P(q_{1}+q_{2})-{\frac {\partial C_{1}(q_{1})}{\partial q_{1}}}}
به‌طور مشابه می‌توان این عبارت را برابر با صفر قرار داد تا نقطه بیشینه محلی و سود بیشینه رهبر را محاسبه نمود. در ادامه نیز با مشخص شدن عملکرد رهبر، عملکرد دنباله‌رو که بهترین پاسخ به عملکرد رهبر است، به‌طور قطعی مشخص خواهد شد.

### مثال
روش حل مسئله برای یک حالت ساده از توابع مورد نیاز به شرح زیر خواهد بود.
توابع {\displaystyle P} و {\displaystyle C} را به صورت زیر در نظر بگیرید:
{\displaystyle P(q_{1}+q_{2})=a-b(q_{1}+q_{2})}
{\displaystyle C(q_{i})=cq_{i}\;\;i\in \{1,2\}}
به کمک تحلیل عقبگرد به روش مذکور مسئله حل خواهد شد. ابتدا باید بهترین پاسخ دنباله‌رو را نسبت به هر عملکرد رهبر محاسبه کرد. تابع سود دنباله‌رو به صورت زیر است:
{\displaystyle \Pi _{2}=P(q_{1}+q_{2}).q_{2}-C(q_{2})=(a-b(q_{1}+q_{2}))q_{2}-cq_{2}=aq_{2}-bq_{1}q_{2}-bq_{2}^{2}-cq_{2}}
حال باید حداکثر سود دنباله‌رو نسبت به هر استراتژی رهبر محاسبه شود. به این منظور باید با ثابت در نظر گرفتن استراتژی رهبر حداکثر مقدار سود دنباله‌رو را با توجه به تابع سود وی محاسبه کرد. این مقدار با مشتق گرفتن از تابع سود دنباله‌رو نسبت به میزان تولیدی وی و برابر قرار دادن آن با صفر بدست می‌آید؛ بنابراین داریم:
{\displaystyle {\frac {\partial \Pi _{2}}{\partial q_{2}}}=a-bq_{1}-2bq_{2}-c=0}
با توجه به این که {\displaystyle q_{2}} تنها متغیر این تساوی است، با قرار دادن مقدار بدست آمده برای آن از این تساوی و قرار دادن این مقدار به جای {\displaystyle q_{2}} در تابع سود دنباله‌رو مقدار بیشینهٔ سود وی بدست خواهد آمد.
{\displaystyle q_{2}={\frac {a-bq_{1}-c}{2b}}}
حال با مشخص شدن بهترین استراتژی دنباله‌رو بر حسب استراتژی رهبر و با در نظر گرفتن این که هر دو هوشمندانه بازی خواهند کرد، رهبر نیز می‌تواند استراتژی خود را به صورتی مشخص کند که بیشترین سود را داشته باشد. تمامی مراحل طی شده برای محاسبهٔ بیشینهٔ سود دنباله‌رو را با در نظر گرفتن استراتژی معین برای دنباله‌رو، برای به دست آوردن بیشینهٔ سود رهبر طی می‌کنیم. تابع سود رهبر به صورت زیر است:
{\displaystyle \Pi _{1}=P(q_{1}+q_{2}).q_{1}-C(q_{1})=(a-b(q_{1}+q_{2}))q_{1}-cq_{1}=aq_{1}-bq_{1}q_{2}-bq_{1}^{2}-cq_{1}}
{\displaystyle \Pi _{1}=aq_{1}-bq_{1}({\frac {a-bq_{1}-c}{2b}})-bq_{1}^{2}-cq_{1}=q_{1}({\frac {a-bq_{1}-c}{2}})}
با مشتق گرفتن از تابع سود رهبر و برابر قرار دادن آن با صفر، مقدار تولیدی مناسب وی برای داشتن سود بیشینه محاسبه خواهد شد:
{\displaystyle {\frac {\partial \Pi _{1}}{\partial q_{1}}}=({\frac {a-bq_{1}-c}{2}})-{\frac {bq_{1}}{2}}={\frac {a-c}{2}}-bq_{1}=0}
{\displaystyle q_{1}={\frac {a-c}{2b}}}
در نتیجه مقدار {\displaystyle q_{2}} نیز به دست خواهد آمد:
{\displaystyle q_{2}={\frac {a-b({\frac {a-c}{2b}})-c}{2b}}={\frac {a-({\frac {a-c}{2}})-c}{2b}}={\frac {a-c}{4b}}}
بنابراین تعداد کل کالای تولیدی و هزینهٔ تولید هر کالا به صورت زیر خواهد بود:
{\displaystyle Q_{s}=q_{1}+q_{2}={\frac {3(a-c)}{4b}}}
{\displaystyle P(q_{1}+q_{2})=a-{\frac {3(a-c)}{4}}={\frac {a+3c}{4}}}
این بازی به بازی‌های استاکلبرگ {\displaystyle n} نفره نیز تعمیم داده شده که در آن‌ها افراد به ترتیب، میزان تولیدی خود را با توجه به میزان تولیدی تولیدکنندگان قبل از خود مشخص می‌کنند.